# Монтижу
Монтижу (на португалски: Montijo) е град в окръг Сетубал, централна Португалия. Населението му е около 51 000 души (2011).
Разположен е на 11 метра надморска височина на левия бряг на естуара на Тежу и на 21 километра източно от центъра на Лисабон. Първото споменаване на селището е от 1186 година, като до 1930 година то се нарича Алдея Галега, а през 1985 година получава статут на град.